# Wilhelm Kruse

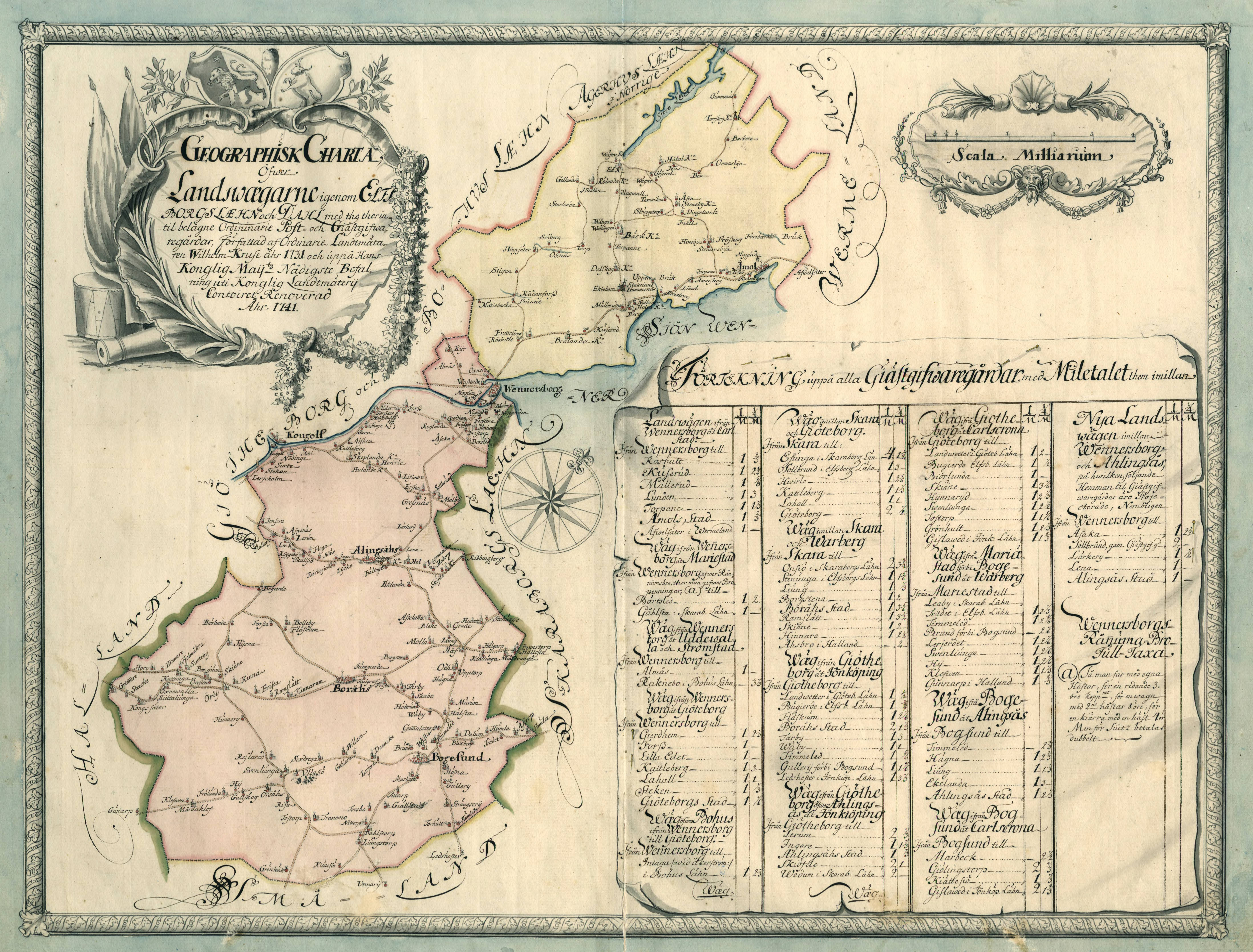
Av Wilhelm Kruse handritad karta över landsvägarna genom Älvsborgs län och Dalsland från 1731.

Wilhelm Kruse, född 1674 i Göteborg, död 1739 i Vänersborg, var en svensk lantmätare och diktare. Han var ordinarie lantmätare i Älvsborgs län. Han förordnades på posten genom kungligt beslut 24 september 1711 då Karl XII fortfarande var kvar i Bender i Ottomanska riket, nuvarande Moldavien. Han ligger begravd på Vassända gamla kyrkogård.

## Biografi
Kruse var skepparson från Göteborg och gifte sig första gången med Cecilia Persdotter, änka efter skepparen i Göteborg Tore Olofsson, och andra gången omkring 1720 med Christina Beata Labeckia, dotter till komministern i Blomskog Sven Labeckius och Margareta Gillberg. 
Wilhelm Kruse var en mångsysslare, som tog initiativ till industriella anläggningar, var fornforskare och även tecknare och akvarellist.  
Främst gjorde han sig känd genom sina dikter, av vilka endast en del har tryckts. De rör sig inom vitt skilda områden: lärodikter i lantmäterikonst, nationalekonomiska rim, hyllningsdikter, rimmade inlagor, psalmer med mera. Han prisar bland annat Jonas Alströmer och gör propaganda för potatisen: "här wäx' en rot, jordäple lik, är kokt så god som bröd." Kruse var även en moralist, som vände sig mot superi och svordomar och föreslog detta botemedel: "tredje gången full, är att hasta på slut, / tå skal han ledas till stupestock ut.". En tid var han bosatt vid Sillgatan i Göteborg, men flyttade sedan till Vänersborg. Han skrev mestadels anonymt eller under signaturen V.K.
En särställning intar hans politiska agitationsdikter skrivna 1709-16, vilka uppmanar till trohet mot kungen, och ombesörjdes genom svenska riksmyndigheter för spridning i landet. Främst bland dessa märks Marbons trohet (1709) och Gudfruktige soldaters och trogne undersåtares dageliga uppmuntringskväde (1712), ofta kallad Våra fäder gingo på och blev omtryckt som skillingtryck ännu vid slutet av 1800-talet. Dikten influerade även Thomas Thorilds Götamannasånger.
När kungen kom hem till Sverige 1716 efter kalabaliken i Bender började han att rekrytera en ny armé som inspirerade Kruse att skriva en patriotisk dikt om.
Vill du kallas Kungens karl 
som ej hemma sitter,
bör du giva vad du har,
göra vad du gitter.
Är du ledig dräng så följ,
har du plåtar, ingen dölj.
Den dom mig munderar,
honom jag salverar."
Si vår Konung huru han
fäktar för sitt rike.
Kung och knekt han vara kan
till och utan like.
Uti mat och dryckjom sämst
men i strid förnämst och främst.
Skall han ensam strida?
Det kan Gud ej lida.

Mest känd är dock dikten Bondelyckan som attribuerats honom och som ger råd för hur en bonde ska leva lyckligt i krigstider under svåra omständigheter. I Svenskt biografiskt lexikon anges i stället Erik Lindschöld som författare, vilket i sin tur ifrågasatts av Sune Ambrosiani i  RIG nummer 67 1984.

### Bondelyckan
En åtta kors bonde, som hafver en häst,
gudfruktig och ärlig, god granne därnäst, 
väl brukar sin åker, äng, spada och läst, 
bor långt upp i skogen, har sällan nån gäst,
är fri från herrgården, krig, hunger och pest, 
vet sällan af länsman, ej heller nån rest, 
säms väl med sin hustru, den han sig har fäst,
bär omsorg om verlden, för själen dock mest,
är litet låghalter, god vän med sin präst, 
samt glad i sitt arbet; den mår allra bäst.

Om bonden var litet låghalter slapp han bli uttagen som soldat, hade han bara en häst rekvirerades den inte till krigstjänst. Var han fri från herrgården behövde han inte göra dagsverken, hade han ej heller nån rest var han skuldfri. Att bo långt upp i skogen var ett skydd mot våldgästning.